# Антипова, Юлия Валерьевна
Юлия Валерьевна Антипова (род. 18 декабря 1997, Зеленоград, Москва, Россия) — бывшая российская фигуристка (парное фигурное катание). Выступала в спортивной паре с Нодари Маисурадзе, на чемпионате мира 2014 года они заняли восьмое место. По состоянию на август 2014 года пара занимала 19-е место в рейтинге Международного союза конькобежцев (ИСУ).

## Карьера
Юлия Антипова родилась в декабре 1997 года в Зеленограде.
Много лет она занималась фигурным катанием в ДЮСШ № 10 (Зеленоград).
Весной 2012 года перешла в парное катание в группу Натальи Павловой. Стала выступать в паре с Нодари Маисурадзе. Тренер — Артур Дмитриев. С ним они выступали на чемпионате мира в 2014 году. Летом этого же года Юлия серьёзно заболела, и подготовка к новому сезону так и не началась. В октябре 2014 года она с родителями выехала на лечение в Израиль. Антипова была госпитализирована в отделение педиатрии медицинского центра «Шнайдер» при Медицинском центре имени Ицхака Рабина в Петах-Тикве с диагнозом анорексия. На тот момент девушка весила 25 кг. 28 ноября 2014 года израильские СМИ сообщили, что состояние спортсменки улучшилось.
Весной следующего года она вылечилась и покинула клинику, летом вернулась в Москву. В декабре 2015 года Юлия дала комментарий о том, что возобновила тренировки и планирует вернуться в спорт. Однако впоследствии этого не сделала.

## Программы
| Сезон     | Короткая программа                        | Произвольная программа                                                         |
| --------- | ----------------------------------------- | ------------------------------------------------------------------------------ |
| 2013—2014 | - Beethoven’s Five Secrets The Piano Guys | - Money Pink Floyd - The Great Gig in the Sky Pink Floyd - Back in Black AC/DC |
| 2012—2013 | - Калинка                                 | - Take Five - Hit the Road Jack                                                |

## Результаты
| Результаты       | Результаты    | Результаты    |
| Международные    | Международные | Международные |
| Соревнования     | 2012-13       | 2013-14       |
| ---------------- | ------------- | ------------- |
| Чемпионаты мира  |               | 8             |
| Rostelecom Cup   |               | 5             |
| Bavarian Open    | 2             | 1             |
| Cup of Nice      |               | 4             |
| Национальные     |               |               |
| Чемпионат России | 4             | 4             |